# Cairo Stadium Indoor Halls Complex
Cairo Stadium Indoor Halls Complex – budynek w Kairze, stolicy Egiptu, łączący w sobie cztery hale widowiskowo-sportowe. Został otwarty w 1991 roku. Główna hala obiektu może pomieścić 16 900 widzów, co czyni ją jedną z największych tego typu aren w Afryce. Budynek znajduje się na terenie kompleksu sportowego wokół Cairo International Stadium.
Budynek został oddany do użytku w 1991 roku, po półtora roku budowy, której koszt wyniósł 248 mln funtów egipskich. Głównym wykonawcą było przedsiębiorstwo Arab Contractors. Obiekt powstał na organizowane w Kairze 5. Igrzyska Afrykańskie. Mieści się w pobliżu Cairo International Stadium i jest częścią większego kompleksu sportowego powstałego wokół tego stadionu. Budynek składa się zasadniczo z czterech hal sportowych. Wszystkie hale powstały na planie koła. Główna hala ma średnicę 120 m i wysokość 39,5 m. Początkowo mogła ona pomieścić 20 000 widzów, później pojemność ta została zredukowana do 16 900 osób. Jest to największa hala widowiskowo-sportowa w kraju i jedna z największych w Afryce oraz na Bliskim Wschodzie. Druga hala ma średnicę 50 m i mieści 1620 widzów, a dwie kolejne hale mają średnicę 40 m i pojemność 720 widzów. Zadaszenie każdej z hal zrealizowano w postaci płaskich kopuł, bez zastosowania wewnętrznych podpór. Głównym architektem obiektu był Magd Masserra, który zaprojektował go łącząc nowoczesną architekturę ze stylami starożytnego Egiptu, koptyjskim i islamskim. W 2015 roku obiekt przeszedł modernizację.
W obiekcie często odbywają się ważne międzynarodowe imprezy sportowe. Rozgrywano w nim m.in. część zawodów w ramach Igrzysk Afrykańskich 1991, mecze mistrzostw świata w piłce ręcznej (1999, 2021), mistrzostw Afryki w piłce ręcznej, mistrzostw Afryki w siatkówce, mistrzostw świata do lat 20 w piłce ręcznej (1993, 2009), mistrzostw świata do lat 19 w koszykówce (2017), mistrzostw świata do lat 23 w siatkówce (2017) i wiele innych zawodów, jak np. mistrzostwa świata w judo w 2005 roku.